# Slipper

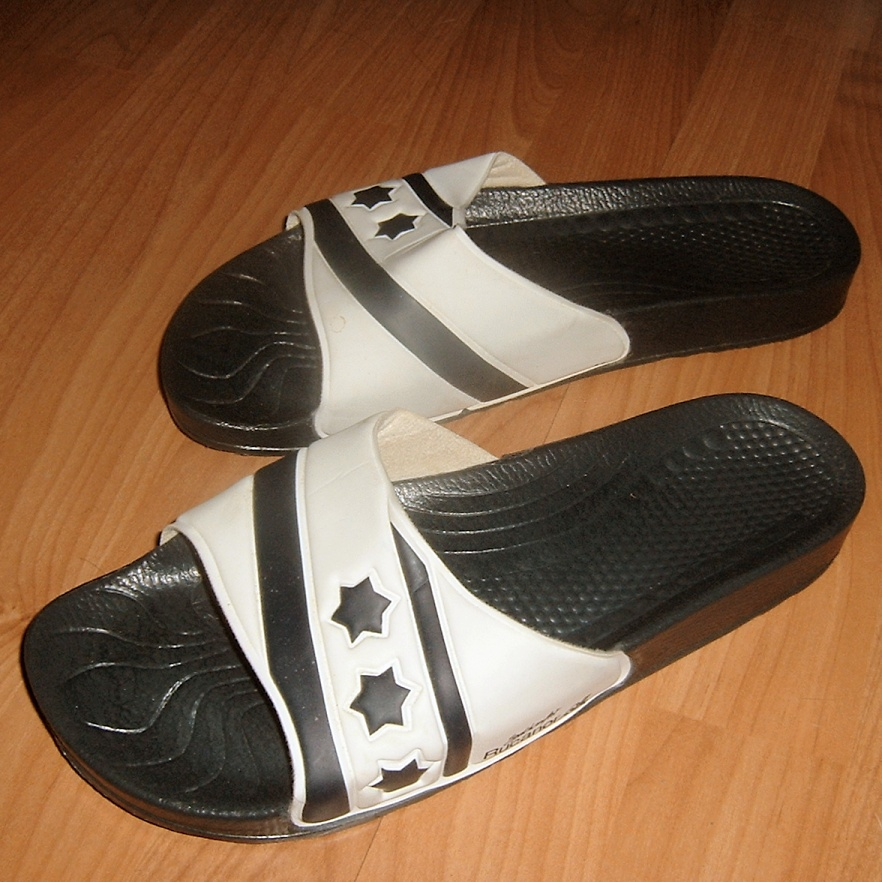
een paar badslippers

Slippers zijn een gemakkelijk aan- en uit te trekken schoeisel (Engels: to slip). Hoewel ze lijken op een schoen, behoren slippers niet tot de schoenen. Ze bestaan uit een zool van relatief stevig materiaal, die aan de voet wordt gehouden door een kleine kap of beugel uit zacht materiaal, waar men met de voorzijde van de voet inglijdt. Zowel de tenen als de hiel zijn bij een slipper onbedekt.
Het verschil met een muiltje, ook een schoen een open hiel, is dat bij een slipper de tenen te zien zijn.
Plastic slippers worden ook vaak gebruikt op het strand om ermee in zee te lopen. Het voorkomt snijwonden van stenen onder water.